# Чумаковский сельсовет
Чумаковский сельсовет — сельское поселение в Куйбышевском районе Новосибирской области Российской Федерации.
Административный центр — село Чумаково.

## История
Статус и границы сельского поселения установлены Законом Новосибирской области от 2 июня 2004 года № 200-ОЗ «О статусе и границах муниципальных образований Новосибирской области»

## Население
| 2002  | 2010  | 2012  | 2013  | 2014  | 2015  | 2016  |
| ----- | ----- | ----- | ----- | ----- | ----- | ----- |
| 2563  | ↘2060 | ↘1996 | ↗2009 | ↘1939 | ↘1895 | ↘1854 |
| 2017  | 2018  | 2019  | 2020  | 2021  |       |       |
| ↘1802 | ↘1779 | ↘1740 | ↘1696 | ↘1634 |       |       |

## Состав сельского поселения
| № | Населённый пункт | Тип населённого пункта       | Население |
| - | ---------------- | ---------------------------- | --------- |
| 1 | Андреевка        | деревня                      | ↘160      |
| 2 | Елизаветинка     | деревня                      | ↘70       |
| 3 | Сергиевка        | деревня                      | ↘114      |
| 4 | Угурманский      | посёлок                      | ↘98       |
| 5 | Ушково           | село                         | ↘512      |
| 6 | Чумаково         | село, административный центр | ↘1099     |

### Упразднённые населённые пункты
- деревня Красный Яр (не позднее 2015 года)